# Cheer Re-Man's

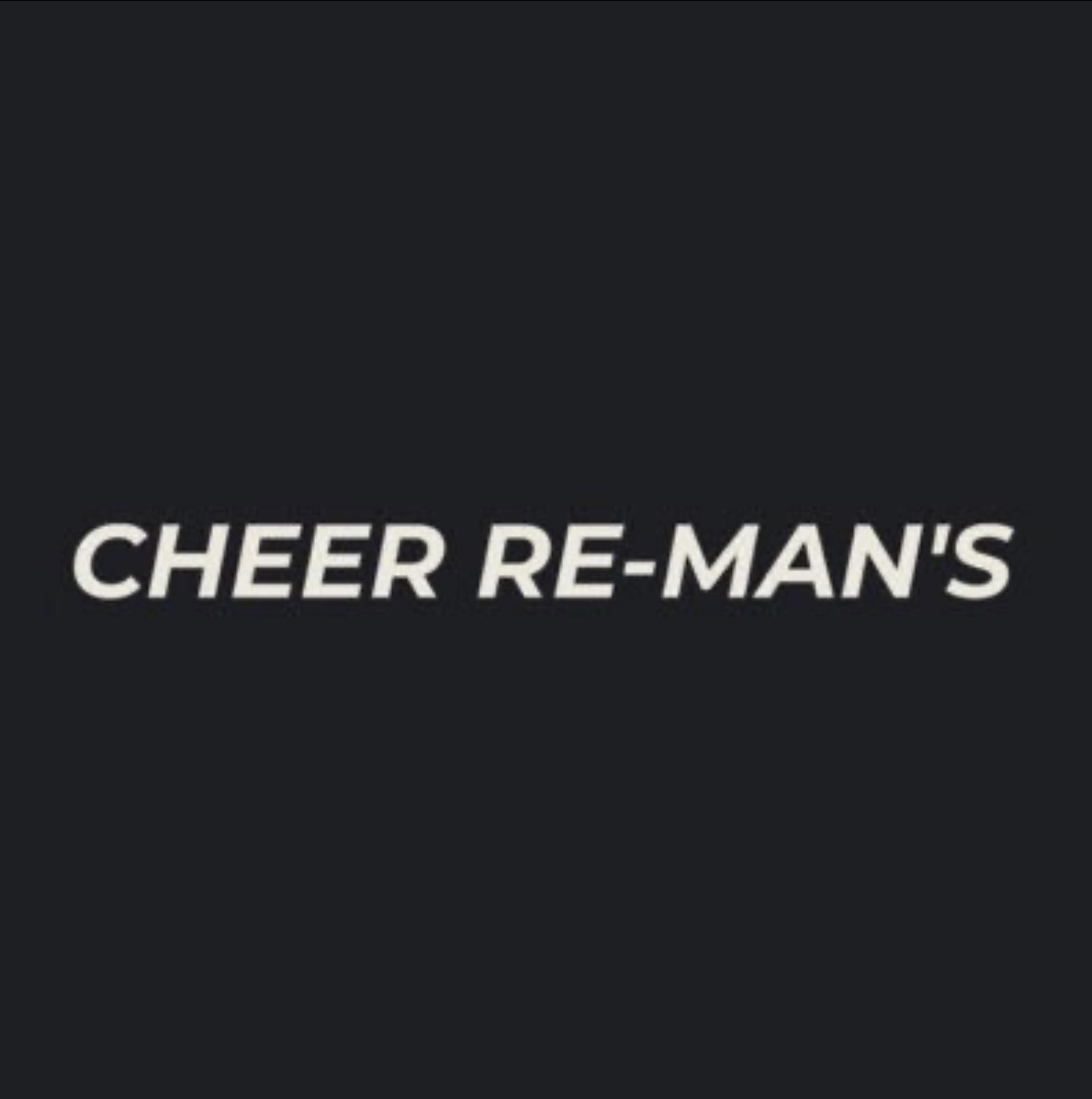
Cheer Re Man's

Cheer Re-Man's（日: チアリーマンズ）は、東京を拠点とする、応援をテーマとしたパフォーマンスチーム。スーツを着用したサラリーマンがチアリーディングを行うパフォーマンスをメインに、イベント出演やSNS発信（Instagram、TikTok、X、YouTube）を行なっている。2023年6月に結成。

## 概要
「誰もが何者にでもなれることを証明する」事がチームのミッション（公式Instagramより引用）。チームの目標は、「日本を代表するパフォーマンスチーム」になる事。サラリーマンが夢を叶えていく過程を発信する事で、全ての人の背中を押し応援する事をチームビジョンとして掲げている。スーツ姿での力強いチアリーディングが特徴。着用しているスーツはユニクロの感動ジャケット/感動パンツ。

## メンバー
早稲田大学出身のサラリーマンで構成されている（選手30名、マネージャー3名）。商社・IT・コンサルなど幅広い職種との事だが、具体的な勤務先は現状非公表。

## 出演歴

### テレビ番組
- 2024年1月16日：TBS『ラヴィット！』[3]
- 2024年3月11日：TBS『ラヴィット！』[4]

### CM・プロモーション
- 2024年2月26日：ユニクロ Web広告『チアリーマンズxウエストランド井口』軽量性編、速乾性編、伸縮性編[5]

### イベント
- 2023年8月23日：ウエノデ・ビアフェスタ2023
- 2023年9月18日：早稲田地球感謝祭2023
- 2023年11月11日：応援アワード2023
- 2023年12月10日：東京メガイルミ ステージイベント
- 2024年1月8日：第20回東京都バトントワーリングコンテスト
- 2024年1月14日：西新井住宅公園展示場イベント
- 2024年1月27日：トヨタヴェルブリッツ応援

その他、結婚式披露宴・企業パーティーなど
・2024年6月8日：池袋公演